# Santo António das Pombas
Santo António das Pombas es una freguesia caboverdiana del municipio de Paul.

## Geografía
La freguesia abarca parte de la isla de Santo Antão.

## Organización territorial
La freguesia contaba en 2021 con 5696 habitantes distribuidos en las entidades de población de:

### Ciudad
- Pombas

### Localidades
- Cabo da Ribeira
- Campo de Cão
- Eito
- Figueiral
- Janela
- Pico da Cruz (parcial)
- Ribeira das Pombas
- Ribeirãozinho
- Santa Isabel